# A24高速公路 (葡萄牙)
A24高速公路（葡萄牙語：A24），又稱北部內陸高速公路（Auto-Estrada do Interior Norte），是葡萄牙北部一條的高速公路。呈南北走向，南起維塞烏，經雷阿爾城、拉亞綠鎮至西班牙。全長162公里。
全線四線行車，目前有二十二處交流道、兩處服務區。1998年起分段通車，2010年通車至西班牙邊境。而南延至科英布拉的路段由於歐債危機停工。